# Élections législatives de 1967 dans la Vendée
Les élections législatives françaises de 1967 se déroulent les 5 et 12 mars 1967.  Dans le département de la Vendée, quatre députés sont à élire dans le cadre de quatre circonscriptions.

## Élus
| Circonscription | Député sortant            | Parti | Parti   | Député élu ou réélu | Parti | Parti |
| --------------- | ------------------------- | ----- | ------- | ------------------- | ----- | ----- |
| 1re             | Lionel de Tinguy du Pouët |       | MRP     | Paul Caillaud       |       | RI    |
| 2e              | Marcel Bousseau           |       | UNR-UDT | Marcel Bousseau     |       | UD-Ve |
| 3e              | Louis Michaud             |       | MRP     | Pierre Mauger       |       | UD-Ve |
| 4e              | Vincent Ansquer           |       | UNR-UDT | Vincent Ansquer     |       | UD-Ve |

## Résultats

### Résultats à l'échelle du département
| Parti          | Parti                                           | Premier tour | Premier tour | Second tour | Second tour | Sièges |
| Parti          | Parti                                           | Voix         | %            | Voix        | %           | Sièges |
| -------------- | ----------------------------------------------- | ------------ | ------------ | ----------- | ----------- | ------ |
|                | Union des démocrates pour la Ve République      | 74 113       | 35,48        | 47 902      | 32,39       | 3      |
|                | Républicains indépendants                       | 22 352       | 10,70        | 24 903      | 16,84       | 1      |
|                | Modérés                                         | 15 040       | 7,20         | 20 146      | 13,62       | 0      |
|                | Union des républicains de progrès               | 111 505      | 53,38        | 92 951      | 62,86       | 4      |
|                |                                                 |              |              |             |             |        |
|                | Section française de l'Internationale ouvrière  | 20 707       | 9,91         | 20 873      | 14,12       | 0      |
|                | Fédération de la gauche démocrate et socialiste | 20 707       | 9,91         | 20 873      | 14,12       | 0      |
|                |                                                 |              |              |             |             |        |
|                | Progrès et démocratie moderne                   | 55 853       | 26,74        | 34 049      | 23,03       | 0      |
|                | Parti communiste français                       | 20 841       | 9,98         | Retrait     | Retrait     | 0      |
|                |                                                 |              |              |             |             |        |
| Inscrits       | Inscrits                                        | 254 039      | 100,00       | 191 852     | 100,00      | 4      |
| Abstentions    | Abstentions                                     | 38 723       | 15,24        | 36 712      | 19,14       |        |
| Votants        | Votants                                         | 215 316      | 84,76        | 155 140     | 80,86       |        |
| Blancs et nuls | Blancs et nuls                                  | 6 410        | 2,98         | 7 267       | 4,68        |        |
| Exprimés       | Exprimés                                        | 208 906      | 97,02        | 147 873     | 95,32       |        |

### Résultats par circonscription

#### Première circonscription (La Roche-sur-Yon)
| Candidat       | Candidat                          | Parti          | Premier tour | Premier tour | Second tour | Second tour |  |
| Candidat       | Candidat                          | Parti          | Voix         | %            | Voix        | %           |  |
| -------------- | --------------------------------- | -------------- | ------------ | ------------ | ----------- | ----------- |  |
|                | Paul Caillaud élu                 | RI             | 22 352       | 44,41        | 24 903      | 53,76       |  |
|                | Lionel de Tinguy du Pouët sortant | CD (PDM)       | 18 306       | 36,37        | 21 418      | 46,24       |  |
|                | Eugène Auger                      | FGDS (SFIO)    | 5 354        | 10,64        |             |             |  |
|                | Auguste Brunet                    | PCF            | 4 315        | 8,57         |             |             |  |
|                |                                   |                |              |              |             |             |  |
| Inscrits       | Inscrits                          | Inscrits       | 59 724       | 100,00       | 59 718      | 100,00      |  |
| Abstentions    | Abstentions                       | Abstentions    | 7 928        | 13,27        | 10 403      | 17,42       |  |
| Votants        | Votants                           | Votants        | 51 796       | 86,73        | 49 315      | 82,58       |  |
| Blancs et nuls | Blancs et nuls                    | Blancs et nuls | 1 469        | 2,84         | 2 994       | 6,07        |  |
| Exprimés       | Exprimés                          | Exprimés       | 50 327       | 97,16        | 46 321      | 93,93       |  |

#### Deuxième circonscription (Fontenay-le-Comte)
| Candidat       | Candidat                      | Parti          | Premier tour | Premier tour | Second tour | Second tour |  |
| Candidat       | Candidat                      | Parti          | Voix         | %            | Voix        | %           |  |
| -------------- | ----------------------------- | -------------- | ------------ | ------------ | ----------- | ----------- |  |
|                | Marcel Bousseau sortant réélu | UD-Ve          | 23 681       | 48,39        | 27 455      | 56,81       |  |
|                | Pierre-Henri Maury            | FGDS (SFIO)    | 11 634       | 23,77        | 20 873      | 43,19       |  |
|                | Georges Mesmin                | CD (PDM)       | 7 129        | 14,57        | Retrait     | Retrait     |  |
|                | Roger Arnaud                  | PCF            | 6 491        | 13,26        | Retrait     | Retrait     |  |
|                |                               |                |              |              |             |             |  |
| Inscrits       | Inscrits                      | Inscrits       | 61 983       | 100,00       | 61 964      | 100,00      |  |
| Abstentions    | Abstentions                   | Abstentions    | 11 633       | 18,77        | 11 942      | 19,27       |  |
| Votants        | Votants                       | Votants        | 50 350       | 81,23        | 50 022      | 80,73       |  |
| Blancs et nuls | Blancs et nuls                | Blancs et nuls | 1 415        | 2,81         | 1 694       | 3,39        |  |
| Exprimés       | Exprimés                      | Exprimés       | 48 935       | 97,19        | 48 328      | 96,61       |  |

#### Troisième circonscription (Les Sables-d'Olonne)
| Candidat       | Candidat              | Parti          | Premier tour | Premier tour | Second tour | Second tour |  |
| Candidat       | Candidat              | Parti          | Voix         | %            | Voix        | %           |  |
| -------------- | --------------------- | -------------- | ------------ | ------------ | ----------- | ----------- |  |
|                | Pierre Mauger élu     | UD-Ve          | 16 450       | 29,63        | 20 447      | 38,42       |  |
|                | Jean Léveillé         | Modérés        | 15 040       | 27,09        | 20 146      | 37,85       |  |
|                | Louis Michaud sortant | CD (PDM)       | 14 603       | 26,3         | 12 631      | 23,73       |  |
|                | Odette Roux           | PCF            | 5 710        | 10,28        |             |             |  |
|                | Philippe Puaud        | FGDS (SFIO)    | 3 719        | 6,7          |             |             |  |
|                |                       |                |              |              |             |             |  |
| Inscrits       | Inscrits              | Inscrits       | 70 178       | 100,00       | 70 170      | 100,00      |  |
| Abstentions    | Abstentions           | Abstentions    | 12 817       | 18,26        | 14 367      | 20,47       |  |
| Votants        | Votants               | Votants        | 57 361       | 81,74        | 55 803      | 79,53       |  |
| Blancs et nuls | Blancs et nuls        | Blancs et nuls | 1 839        | 3,21         | 2 579       | 4,62        |  |
| Exprimés       | Exprimés              | Exprimés       | 55 522       | 96,79        | 53 224      | 95,38       |  |

#### Quatrième circonscription (Les Herbiers)
|                | Vincent Ansquer sortant réélu | UD-Ve          | 33 982 | 62,79  |  |  |  |
|                | Raymond Dronneau              | CD (PDM)       | 15 815 | 29,22  |  |  |  |
|                | Marcel Guintard               | PCF            | 4 325  | 7,99   |  |  |  |
|                |                               |                |        |        |  |  |  |
| Inscrits       | Inscrits                      | Inscrits       | 62 154 | 100,00 |  |  |  |
| Abstentions    | Abstentions                   | Abstentions    | 6 345  | 10,21  |  |  |  |
| Votants        | Votants                       | Votants        | 55 809 | 89,79  |  |  |  |
| Blancs et nuls | Blancs et nuls                | Blancs et nuls | 1 687  | 3,02   |  |  |  |
| Exprimés       | Exprimés                      | Exprimés       | 54 122 | 96,98  |  |  |  |